# Имени Шевченко (Кривой Рог)

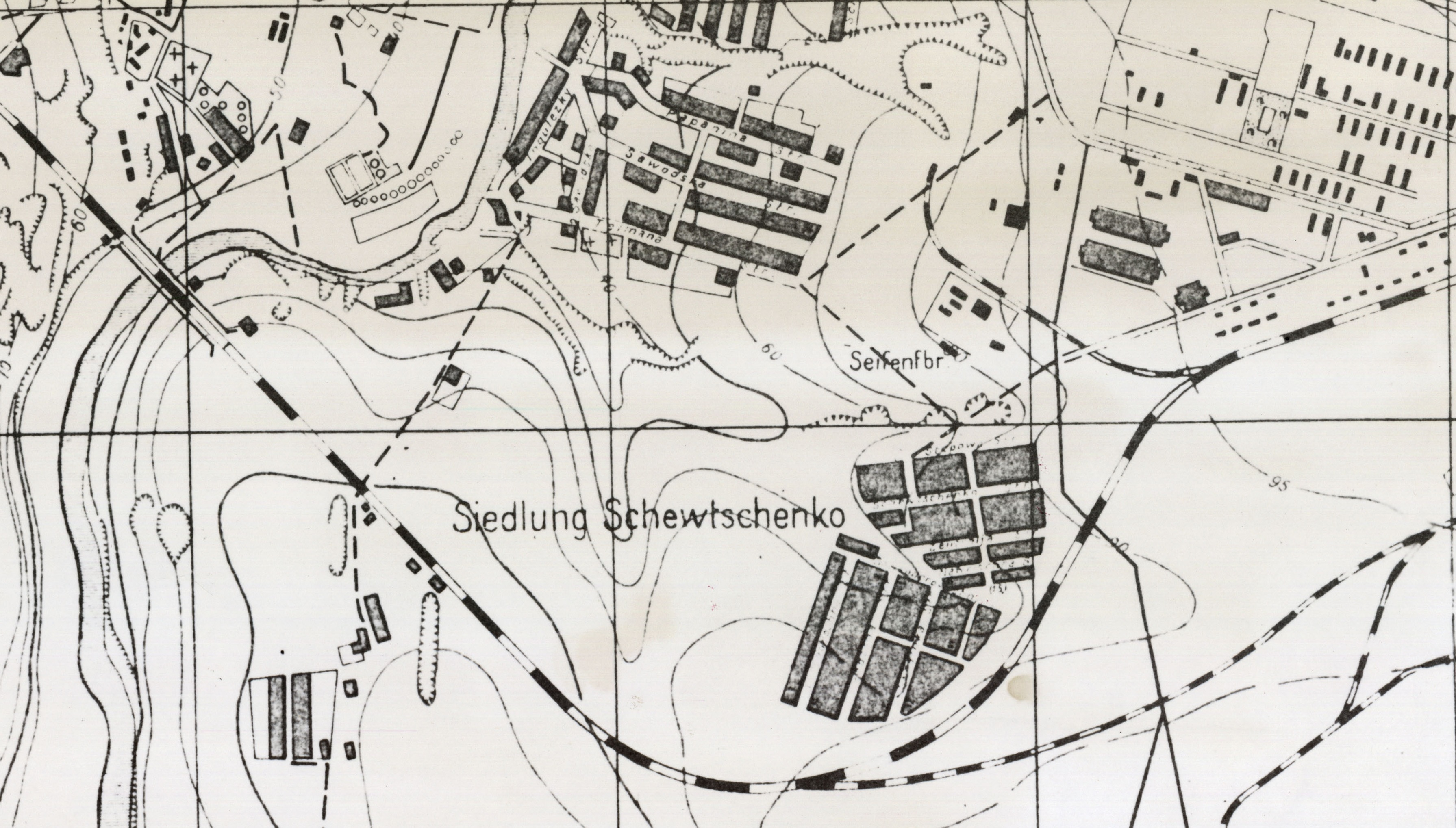
Поселок имени Шевченко на плане Кривого Рога времён немецкой оккупации

Имени Шевченко (укр. І́мені Шевче́нка; Галаховка, Алаховка, Малаховка) — исторический район, жилой массив в городе Кривой Рог.

## История
Заложен в начале 1940-х годов в составе Дзержинского района.
На границе посёлка находится шахта № 5 рудоуправления имени Валявко, где во время Великой Отечественной войны немецкими оккупантами были казнены евреи. Событие вошло в историю как Черногорская трагедия.
Окончательно сформировался в 1950—1960-х годах. 

## Характеристика
Граничит с Ингулецким районом.
Состоит из 9 улиц частного сектора, на которых расположено 353 частных дома. Общая длина улиц 3,9 км. Площадь 13,5 тысяч м². Богат зелеными насаждениями.
Ограничен Каховской и Галаховской улицами, железнодорожной веткой Кривой Рог — Кривой Рог-Западный, отвалами НКГОКа.